# カルロス3世 (ナバラ王)
カルロス3世（スペイン語：Carlos III, 1361年7月22日 - 1425年9月8日）は、ナバラ王国の国王（在位：1387年 - 1425年）およびエヴルー伯（エヴルー伯としてはシャルル3世（フランス語：Charles III）, 在位：1387年 - 1404年）、後にヌムール公（在位：1404年 - 1425年）。「高貴王」（el Noble）と呼ばれる。
カルロス（シャルル）2世（邪悪王）とその王妃だったフランス王ジャン2世の王女ジャンヌ（スペイン語名フアナ）の子。モルタン伯ピエール、ブルターニュ公ジャン4世妃、イングランド王ヘンリー4世妃ジャンヌの兄。

## 生涯
1387年、父王カルロス2世の死去によって王位・伯位に即いた。
カルロス3世は父の治世に失われた国威の回復と領内の基盤整備に努めた。外交では対立関係にあったフランス・カスティーリャとの改善に努力し、カスティーリャとは王女エレオノール（レオノール）との結婚で手を結び、フランスとは1404年にフランス王家（ヴァロワ朝）との緊張の原因になっていたノルマンディー地方のエヴルー・アヴランシュをヌムール公領と交換、シェルブール・シャンパーニュの権利を年金と交換して関係を改善した。
フランスの内乱（ブルゴーニュ派とアルマニャック派の対立）ではブルゴーニュ派と組み、1409年3月にシャルトルで行われたブルゴーニュ公ジャン1世（無怖公）とオルレアン公シャルルの和解式に出席、11月に無怖公と同盟を結んだが、内乱とは関わっていない。
芸術を愛好していたカルロス3世はフランスから画家・建築家を招き、首都パンプローナと郊外のオリテにゴシック様式の建造物を作った。パンプローナには大聖堂を改築、オリテには既存のオリテ王宮に1401年から大改修を行い、1420年に完成した時は複数の塔と庭園を備えた王家憩いの場として作り替えられた。また、パンプローナの自治体の紛争に介入し、1423年に3つの自治体を統合、パンプローナは1つの行政機関にまとまることになった。他には、複雑なナバラの法律を修正し1418年に発布したり、支持層の貴族へ特権を与えたりして貴族寄りの政策を取っている。
晩年は後継者選びに苦労し、息子が夭折したため長女ブランカ（後のブランカ1世）を後継者に定め、結婚相手にアラゴン王子フアン（後のフアン2世）を選んだ。2人は1419年に結婚、間に生まれた孫カルロスにビアナ公位を与えて夫妻の王位継承者に決める一方、フアンには結婚の条件として家臣はナバラ人のみ、勝手にナバラの土地を配分することを禁じている。
1425年、64歳で死去。ブランカ1世・フアン夫妻がナバラ王位を嗣いだ。しかし、1441年にブランカ1世が死去すると、遺言でビアナ公カルロスをナバラ王位継承者に指名したが、フアンはこれに反対してカルロスに王位を与えず、自らが単独でナバラを統治することを決めたため、反発したカルロスが反乱を起こし、父子の深刻な対立でナバーラ内戦が勃発した。

## 子女
1375年にカスティーリャ王エンリケ2世の娘エレオノール（レオノール）と結婚し、6女と2男をもうけたが、男子はいずれも夭逝した。
- ブランシュ（ブランカ、1385年 - 1441年） - ナバラ女王ブランカ1世、アラゴン王子フアン（後のフアン2世）と結婚。
- ジャンヌ（フアナ、1386年 - 1413年） - 1402年にフォア伯ジャン1世と結婚
- マリー（マリア、1388年 - 1425年）
- マルグリット（マルガリータ、1390年 - 1425年）
- ベアトリス（1392年 - 1415年） - 1406年にラ・マルシュ伯ジャック2世と結婚
- イザベル（イサベル、1395年 - 1435年） - 1419年にアルマニャック伯ジャン4世と結婚
- シャルル（カルロス、1397年 - 1402年） - ビアナ公
- ルイ（ルイス、1402年） - ビアナ公